# Menticirrhus panamensis
Menticirrhus panamensis is een  straalvinnige vissensoort uit de familie van ombervissen (Sciaenidae). De wetenschappelijke naam van de soort is voor het eerst geldig gepubliceerd in 1877 door Steindachner.
De soort staat op de Rode Lijst van de IUCN als niet bedreigd, beoordelingsjaar 2007.